# Ангкор (обект на световното наследство)
Ангкор (на кхмерски: អង្គរ) е обект на световното наследство на ЮНЕСКО, включващ части от археологическия комплекс Ангкор в Северозападна Камбоджа.

С обща площ от 400 квадратни километра, обектът включва 3 обособени части – ядрото на историческия Ангкор с храма Ангкор Ват и древната столица Ангкор Том и отдалечените на няколко километра от него култови съоръжения Бантеай Срей и Ролуох. Сред най-значимите археологически паметници в Югоизточна Азия, Ангкор е включен в списъка на ЮНЕСКО през 1992 година.
- Някои от най-важните храмове и постройки:
- Ангкор Том
- Ангкор Ват
- Байон
- Баконг (Ролуос)
- Баксей-Тямкронг
- Бантай Кдей
- Бантеай Самре
- Бантеай-Срей
- Бапуон
- Чау Сай Тевода
- Крол Ко
- Лолей
- Неак-Пеан
- Източен Мебон и Източен Барай
- Пхимеанакас
- Пном Бахенг
- Пном Кром
- Прасат Краван
- Прасат Суор Прат
- Пре-Руп
- Преах-Кан
- Преах-Ко
- Преах Палилай
- Спеан Тхма
- Срахсранг
- Та Прум
- Та Сом
- Та-Кео
- Тхомманон
- Слонова тераса
- Тераса на прокажения крал
- Западен Мебон и Западен Барай